# Paracanthonchus uniformis
Paracanthonchus uniformis är en rundmaskart som först beskrevs av Stekhoven 1950.  Paracanthonchus uniformis ingår i släktet Paracanthonchus och familjen Cyatholaimidae. Inga underarter finns listade i Catalogue of Life.